# 2022年多倫多影評人協會獎
第26屆多倫多影評人協會獎（The 26th Toronto Film Critics Association Awards）是多倫多影評人協會以茲獎勵2022年電影的獎項。2023年1月8日，由協會成員於大都會廳投票得出獲獎名單；2月10日公布特別獎得主；3月6日在英皇愛德華酒店舉行頒獎典禮，並在典禮上揭曉羅傑斯最佳加拿大電影獎得獎者。

## 獲獎名單

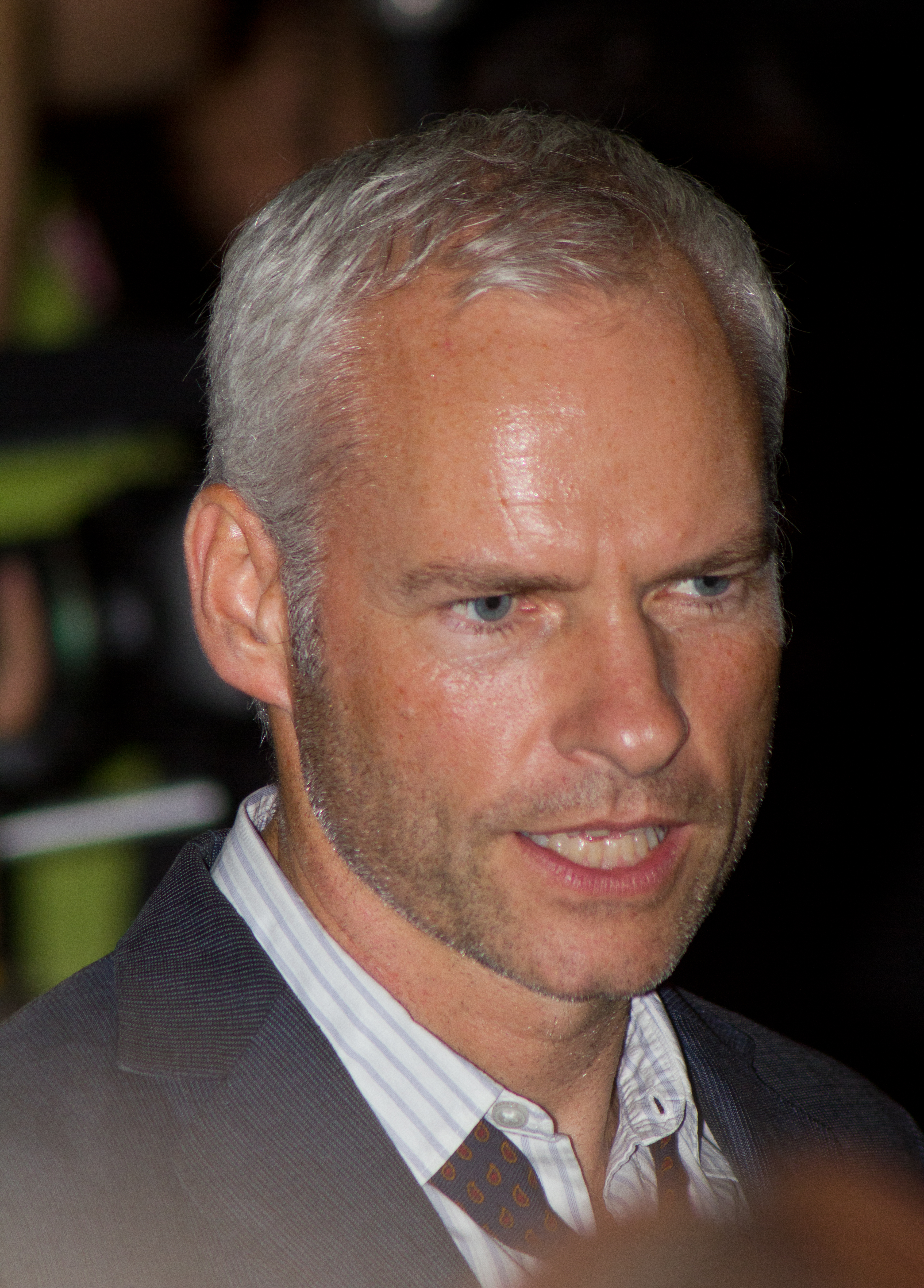
最佳劇本：馬丁·麥多納

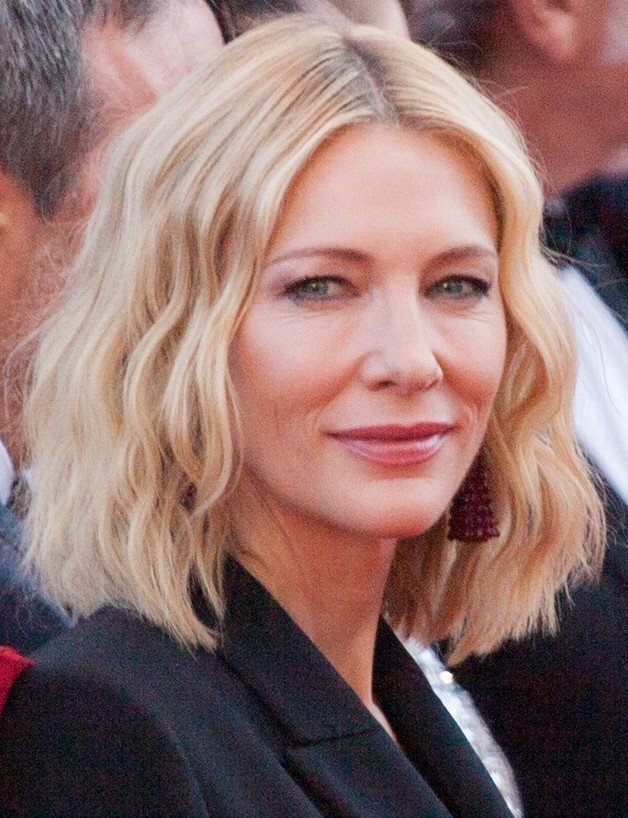
最佳女主角：凯特·布兰切特

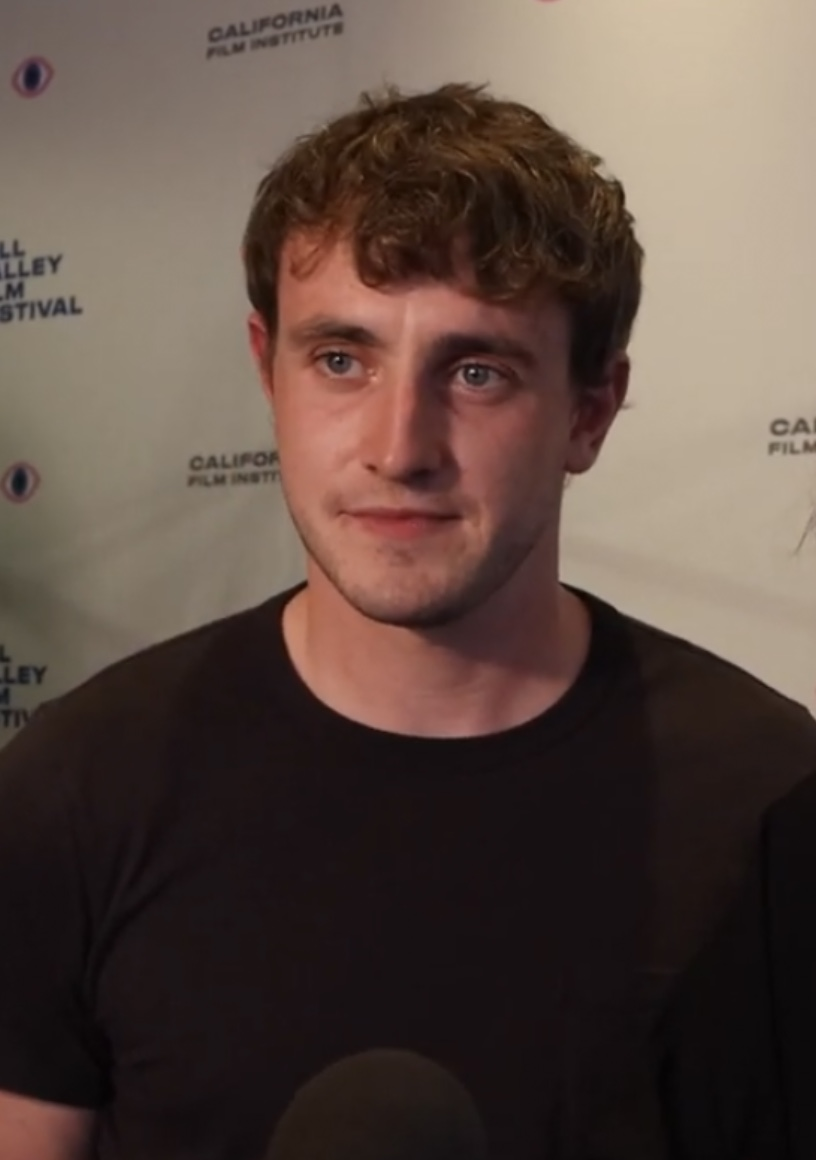
最佳男主角：保羅·梅茲卡爾

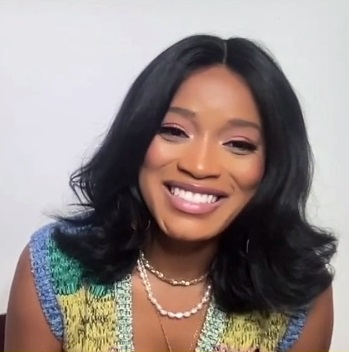
最佳女配角：琪琪·帕瑪

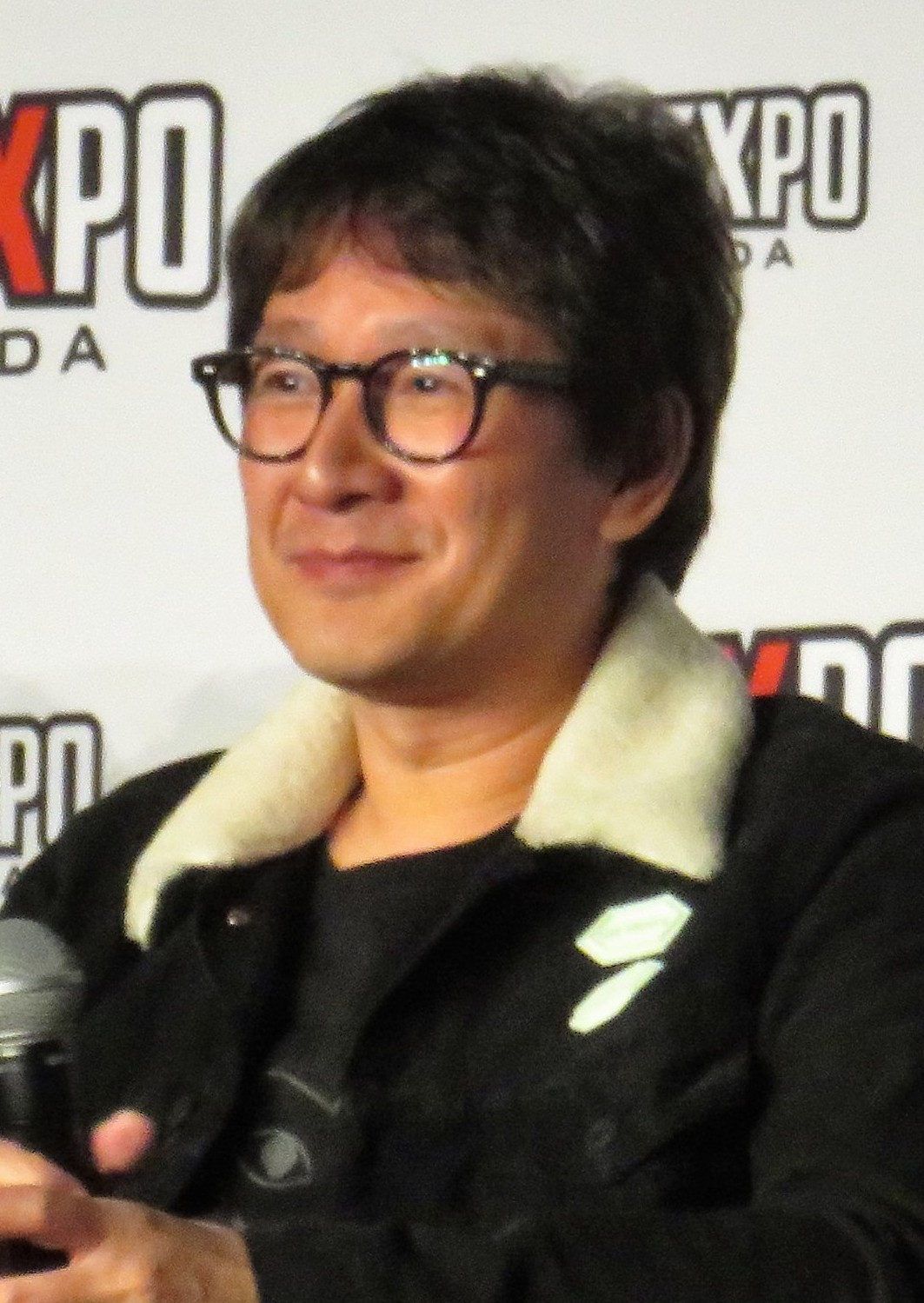
最佳男配角：關繼威

### 最佳影片
- 《日麗》
亞軍：
  - 《媽的多重宇宙》
  - 《沒有聲音的女人們》

### 羅傑斯最佳加拿大電影獎
- 《米仔睡着了（英语：Riceboy Sleeps (film)）》
  - 《兄弟（英语：Brother (2022 film)）》
  - 《未来罪行》

### 最佳導演
- 《日麗》夏洛特·威爾斯（英语：Charlotte Wells）
亞軍：
  - 《媽的多重宇宙》丹尼爾雙人組
  - 《沒有聲音的女人們》莎拉·波莉

### 最佳劇本
- 《伊尼舍林的女妖》馬丁·麥多納
亞軍：
  - 《TÁR塔爾》陶德·菲爾德
  - 《沒有聲音的女人們》莎拉·波莉

### 最佳女主角
- 《TÁR塔爾》凯特·布兰切特
亞軍：
  - 《提爾：純真之死（英语：Till (film)）》丹妮兒·戴德維勒
  - 《媽的多重宇宙》楊紫瓊

### 最佳男主角
- 《日麗》保羅·梅茲卡爾
亞軍：
  - 《伊尼舍林的女妖》科林·法雷尔
  - 《我的鯨魚老爸》布蘭登·費雪

### 最佳女配角
- 《不！》琪琪·帕瑪
亞軍：
  - 《沒有聲音的女人們》傑西·伯克利
  - 《媽的多重宇宙》許瑋倫

### 最佳男配角
- 《媽的多重宇宙》關繼威
亞軍：
  - 《伊尼舍林的女妖》布蘭頓·葛利森
  - 《伊尼舍林的女妖》貝瑞·柯根

### 最佳動畫片
- 《熊抱青春記》
亞軍：
  - 《吉勒摩·戴托羅之皮諾丘》
  - 《迷你網紅實貝秀》

### 艾倫·金紀錄片獎
- 《美人们与流血事件》
亞軍：
  - 《火山摯戀》
  - 《月光白日夢（英语：Moonage Daydream (film)）》

### 最佳國際劇情片
- 《聖奧梅爾殺嬰案（英语：Saint Omer (film)）》
亞軍：
  - 《分手的決心》
  - 《如果驢知道》

### 最佳首部劇情片
- 《日麗》
亞軍：
  - 《迷你網紅實貝秀》
  - 《熊抱青春記》

### 特別提及
伊朗電影人贾法尔·帕纳希、穆罕默德·拉素羅夫與穆斯塔法·艾-哈邁德（Mostafa Al-Ahmad）雖然受到政治迫害而入獄，但他們仍持續創作描述他們國家生活的幽微電影。多倫多影評人協會團結一致，願和三名電影人站在一起，增加國際藝術圈的聲量，呼籲釋放他們。

### 公司3名人獎
- 史提夫·葛洛夫史塔克（Steve Gravestock）

### 時代啤酒傑·史考特獎
- 卡洛·阮（英语：Carol Nguyen）

### 加拿大影視管理局新興影評獎
- 蜜雪兒·克拉索維茲基（Michelle Krasovitski）

## 外部連結
- 官方网站